# Pastures Historic District

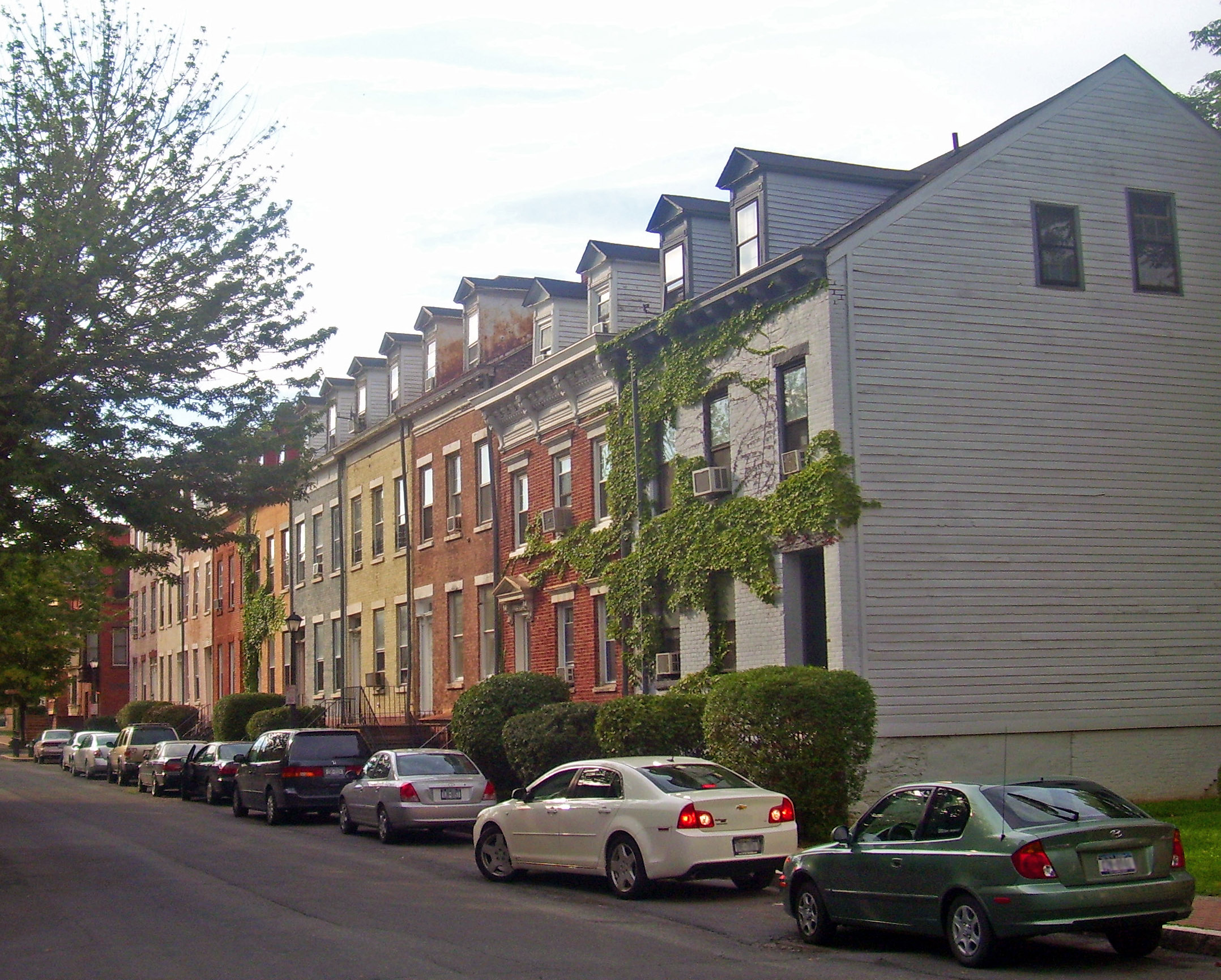
Häuser an der Nordseite der Westerlo Street, 2008

Der Pastures Historic District ist ein Denkmalschutzgebiet in einem Wohnviertel direkt südlich der Downtown von Albany, New York in den Vereinigten Staaten. Er bedeckt eine Fläche von 6,8 Hektar und umfasst 17 Straßenblöcke vollständig oder teilweise.
Dieser Bereich wurde Ende des 17. Jahrhunderts vom Stadtrat Albanys als Weide (englisch pasture) reserviert und der Niederländisch-reformierten Kirche überlassen. Als die inzwischen zur Hauptstadt des Bundesstaates aufgestiegene Stadt ein Jahrhundert später zu wachsen begann, wurde die Fläche in Parzellen unterteilt, die teilweise mit kleinen Reihenhäusern bebaut wurden. Viele Bereiche des Bezirks sind auch heute noch offen besiedelt, und die Häuser wurden nicht wesentlich verändert. 1972 wurde der historische Distrikt eingerichtet und in das National Register of Historic Places eingetragen. Mit Ausnahme von zwei Gebäuden gelten alle Bauwerke innerhalb der Grenzen des Distriktes als beitragend zu dessen historischen Charakter.
Das im 19. Jahrhundert lebhafteste Stadtviertel Albanys war im dritten Viertel des 20. Jahrhunderts dem Stadtverfall ausgesetzt, weil viele Einwohner in Vororte zogen. Anstelle eines großflächigen Abrisses im Rahmen der damals üblichen Stadterneuerungsmaßnahmen, versuchte die Stadtverwaltung das Stadtviertel zu erhalten und wiederzubeleben, indem man die Bewohner zeitweilig umsiedelte und einige Bauten demolierte. Dieser Schritt wurde dafür kritisiert, dass er das Gebiet genau dadurch zerstörte. Trotz eines Falles von Hypothekenbetruges in späteren Jahren entwickelte sich das Gebiet jedoch wieder in ein vielfältiges, vollständig genutztes Stadtviertel.

## Geographie
Der Pastures Historic District befindet sich an der südlichen Seite des South Mall Expressways, der den Verkehr von der Dunn Memorial Bridge über den Hudson River zur Empire State Plaza führt, dem modernistischen Komplex, in dem die Regierung des Bundesstaates ihre Büros hat. Das Gebiet ist fast flach und hebt sich vom Fluss weg nur leicht. Es unterscheidet sich darin deutlich vom Mansion Historic District, der sich am Hang nach Westen erstreckt.
Die Grenze des Distrikts bilden Madison Avenue im Norden, South Ferry Street im Süden, Dongan und Green Street im Osten und South Pearl Street (NY 32) im Westen. Bleeker, Franklin, Herkimer, John, South Lansing und Westerlo Street liegen zwischen South Pearl und Green Street innerhalb des Distrikts. Die tatsächliche Grenze des historischen Bezirks wurde von Stadtverwaltung und Staat erst zwölf Jahre nach der Eintragung in das National Register of Historic Places genau festgelegt. Sie schließt die genannten Straßen nicht vollständig ein, sondern nimmt moderne Bauten und Abrissgebiete aus.
Nach der Festlegung von 1984 gehört keines der Häuser, die an der South Pearl Street liegen, zu dem Distrikt. Alle Anwesen an der südlichen Seite der Madison Street sind eingeschlossen, ebenso jene an der Westseite der Green Street. Direkt südlich der Herkimer Street wurden auch drei Anwesen an der Ostseite der Green Street berücksichtigt und ein Straßenblock südlich der South Lansing Street gehört ebenfalls die Häuserreihe an der Ostseite dazu sowie die nördliche Seite der Westerlo Street.
Der ganze Block mit der nun geschlossenen St. John’s Roman Catholic Church gehört dazu. Dann  folgt die Distriktgrenze der Dongan Street bis zur Ecke mit der South Ferry Street, wo die Distriktgrenze nach Westen abknickt, um dieser Straße zu folgen. Wie am nördlichen Ende liegen alle Anwesen an der Nordseite der Straße innerhalb des Distrikts. Die Parzelle an der Kreuzung zur South Pearl Street ist ausgespart. Dann folgt die Grenze der rückwärtigen Hausfront der Bebauung bis zur Franklin Street, sodass nicht nur die neueren Bauten an der South Pearl Street nicht dazugehören, sondern ebenfalls nicht die dahinter liegenden Parkplätze. Die Distriktgrenze verläuft dann entlang der Grundstücksgrenzen der Anwesen an der Westerlo Street westlich der Franklin Street, wobei die Häuser auf beiden Straßenseiten dazugehören, um dann wieder zur Franklin Street zurückzukehren.
Ebenfalls eingeschlossen sind alle Häuser auf beiden Straßenseiten der Herkimer Street zwischen Franklin und South Pearl Street. Der Parkplatz, der früher den westlichen Block an der Bleeker Street bildete, liegt außerhalb des Distrikts. Anschließend kehrt die Distriktbegrenzung zu den rückwärtigen Grundstücksgrenzen an der Madison Street zurück.
Innerhalb dieses sieben Hektar großen Gebietes befinden sich 112 Gebäude, von denen nur zwei nicht als beitragend zum historischen Charakter des Distriktes gelten. Bei vielen der Gebäude handelt es sich um Reihenhäuser, die im Federal Style und im neoklassizistischen Architekturstil erbaut wurden. Diese Gebäude bedecken die jeweilige Parzelle meist nicht vollständig, sodass ein wesentlicher Anteil des historischen Distrikts aus Freiflächen besteht. Ein Teil davon wird von Parkflächen eingenommen, ein Teil ist unbebaute Rasen- oder Gartenfläche und an der John Street wurde zwischen Franklin und Green Street ein Tennisplatz gebaut.
Die einzigen nicht zu Wohnzwecken dienenden Anwesen innerhalb des Distriktes sind die frühere St. John’s Church, die dazugehörige Schule und eine Synagoge. School No. 15, das einzige Bildungszwecken dienende Gebäude des Distriktes brannte 1979 nieder; während dieser Zeit versuchte sich die Stadt an einer Revitalisierung des Viertels.

## Geschichte
Das Gelände wurde schon kurz nach der amerikanischen Unabhängigkeit zur Bebauung verfügbar, es dauerte jedoch eine Weile, bis The Pastures zu einem bevorzugten Baugebiet wurde. Drei Viertel der Häuser des Distriktes entstanden zwischen 1815 und 1855. Einige dieser Bauten wurden in den 1970er Jahren abgerissen.

### 17. und 18. Jahrhundert
Die niederländischen Kolonisten, die die heutige Stadt Albany Mitte des 16. Jahrhunderts gründeten, reservierten dieses Stück Land außerhalb der Palisaden der Stadt als Allmendweide. 1687, dem Jahr nachdem Albany englische Kolonialstadt wurde und die Charta erhielt, beschloss der Stadtrat, dieses Land der Dutch Reformed Church zu schenken. Es blieb als Weideland fast ein Jahrhundert im Besitz der Kirche.
Die heutige South Pearl Street war damals der einzige Weg durch das Gebiet. Er war damals ein Pfad, über den das Vieh auf die Weide getrieben wurde und der deswegen auch „Cow Street“ genannt wurde. Bescheidene Häuser wurden an die Weg nördlich der Palisaden errichtet, nachdem der ursprünglich Landbesitzer 1766 verstarb. Nachdem George Washington wahrscheinlich diesen Weg nutzte, um 1783 zum Philip Schuyler Mansion zu gelangen, bürgerte sich der Name Washington Street ein.
Nach dem Amerikanischen Unabhängigkeitskrieg ersuchte die Stadt die Kirche um die Aufteilung des Grundstückes in zum Bau von Häusern geeignete Parzellen und deren Verkauf. Dieser Vorgang schritt nur langsam voran. Die ersten Bewohner des Gebietes waren meist wohlhabende Familien, die ihre Häuser in dem in den Anfangsjahren der Republik beliebten Federal Style erbauten.

### 19. Jahrhundert
Spencer Stafford, ein erfolgreicher Kaufmann, erbaute 1808 das Haus 100 Madison Avenue. Es ist heute das älteste noch bestehende Haus im Distrikt und eines der ältesten in der Stadt. In der Nähe entstand der Jahre später das Haus 96 Madison Avenue, das zu der Zeit als das eleganteste Privathaus der Stadt galt. Vier der sechs Häuser in der Reihe daneben in 82–94 Madison Avenue gehörten dem Gründer des Union College Dudley Walsh; die sechs Häuser wurden im Jahr 1814 erbaut. Bürger mit bescheideneren Mitteln siedelten ebenfalls in dem Gebiet, darunter Händler, Handwerker und freie Afroamerikaner.
In den nächsten beiden Jahrzehnten siedelten sich immer mehr Bürger der Mittelschicht an, hinzu kamen Zimmerleute und Maurer, die oft mehrere Parzellen erwarben und eine Hausreihe errichteten. Sie wohnten dann in einem der Häuser und vermieteten die restlichen. Viele von diesen Häusern stehen noch heute an der South Ferry Street zwischen Franklin und Green Street; sie waren die ersten Gebäude mit einem dritten Stockwerk, Satteldach und Erkerfenstern des Stadtviertels. Joseph C. Yates wohnte 1823–1824 in 96 Madison Avenue, als er Gouverneur New Yorks war.
Auch in den 1830er und 1840er Jahren setzte sich die Bebauung von The Pastures fort. In dieser Zeit entsprachen die meisten Bauten einem streng neoklassizistischen Architekturstil. Sie wurden meist aus Backsteinen im Flämischen Verband gebaut, doch auch Läuferverband und Amerikanischer Verband sind üblich. Einfache Pilaster flankieren die zurückgesetzten Eingänge, die Vorderfassaden sind nur wenig mit Ornamenten versehen. Neuere Materialien und Methoden zum Dachdecken machten Flachdächer möglich. Einige Holzfachwerkläden wurden ebenfalls in dem Stadtviertel gebaut, doch die meisten davon sind inzwischen abgerissen.

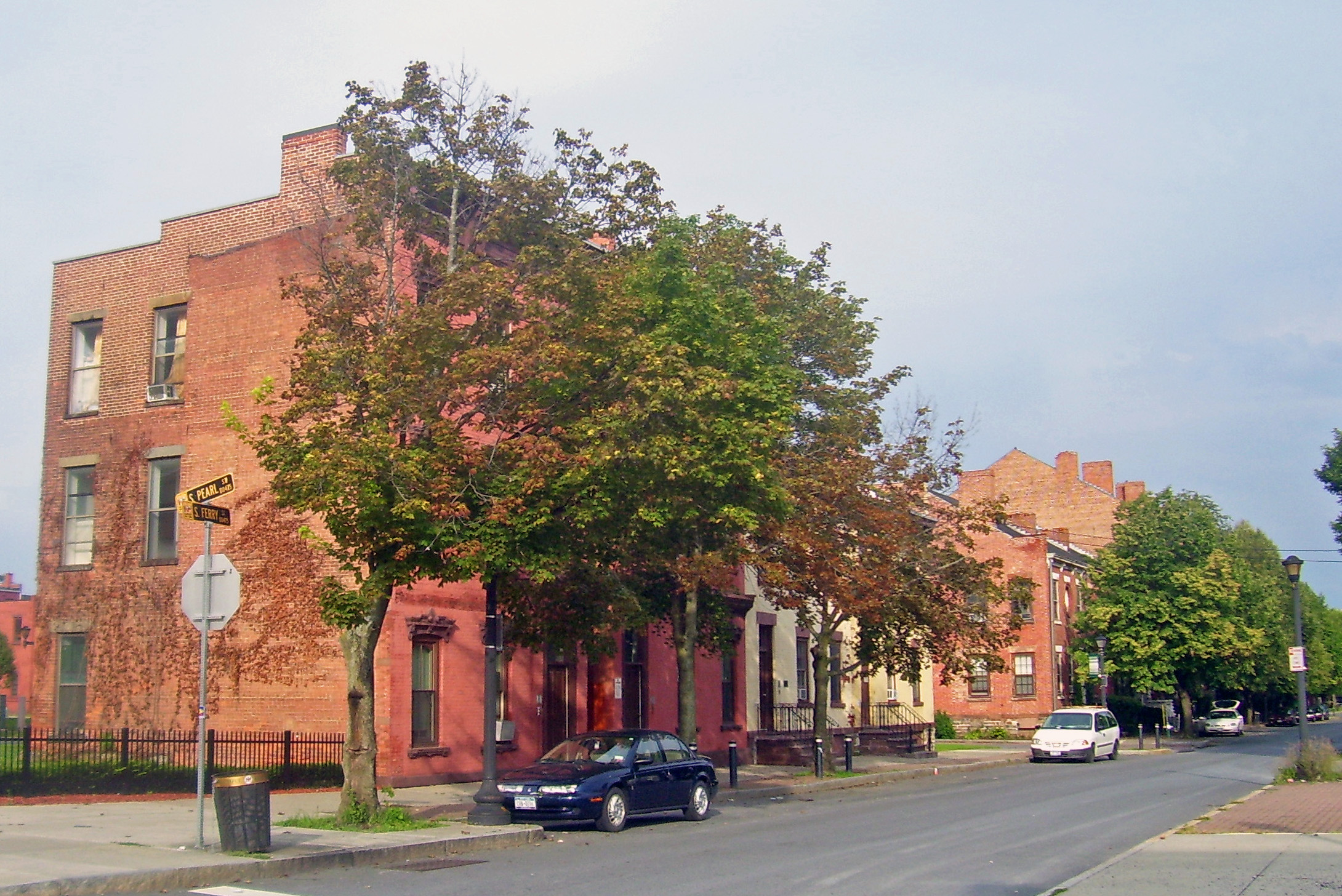
South Ferry Street von der Kreuzung mit der South Pearl Street aus

Die Jahre vor, während und nach dem Sezessionskrieg bildeten den Schluss der allgemeinen Bautätigkeit innerhalb von The Pastures. Mit dem Wachstum des Stadtviertels ging der Bau einer Schule einher, auch andere Bereiche der Stadt entwickelten sich in dieser Zeit. Viele neue Reihenhäuser ersetzten ältere Holzrahmenhäuser, 51–55 Westerlo Street bildete die einzige signifikante neue Gruppe von Bauwerken. Neu gebaute Häuser dienten oft einer gemischten Nutzung mit gewerblichen Räumen im Erdgeschoss und Wohnräumen in den Stockwerken darüber. Verzierte Ladenfronten sind erhalten in 79 South Ferry Street und 104 Madison Avenue. Ältere Häuser erhielten häufig ein neues, zeitgenössisches Aussehen, in dem Kragsteine, Oberschwellen aus Metall, und verzierte Friese. Einige der Flachdachbauten wurden um eine dritte Etage aufgestockt.
Im Distrikt verstreut sind einige wenige Häuser, die nach dieser Periode entstanden. Das ornamentierte Mauerwerk von 77 Westerlo Street stammt aus dem Jahr 1886 und sticht aus seiner unmittelbaren Umgebung hervor. Im Gegensatz dazu reflektiert die Strenge von 68 und 70 Westerlo Street die vernakulären Anwendungen der Baustile des frühen 20. Jahrhunderts. Die stärkste Veränderung des Distriktes in dieser Zeit war der Umbau einiger Wohnhäuser an der Madison Avenue westlich der Franklin Street in Ladengeschäfte.

### 20. Jahrhundert
Im ersten Jahrzehnt des neuen Jahrhunderts wurden in dem Distrikt eine römisch-katholische Kirche und eine Synagoge gebaut. Die neugotischen Steintürme von St. John’s in 140 Green Street erhoben sich ab 1903 über den Distrikt. Die aus Backsteinen gebaute Synagoge der jüdischen Gemeinde Beth El wurde 1907 in 76 Herkimer Street errichtet. Das Stadtviertel war damit vollständig bebaut.
Die Ladenfronten der Pastures wurden am Anfang des Jahrhunderts für ihre Jazzclubs bekannt und entwickelten sich zum Rotlichtbezirk Albanys. 1940 wurde 76 Westerlo Street gebaut, das jüngste beitragende Bauwerk des historischen Distriktes. Während der Kriegsjahre blieb das Viertel ein lebhaftes und ethnisch vielfältiges Gebiet.
In den 1950er Jahren setzte die Suburbanisierung ein und wohlhabende Albanyter begannen fortzuziehen. Der Bau der Empire State Plaza während der 1960er Jahre vertrieb noch mehr Bewohner und die zentralen Bereiche der Stadt, einschließlich The Pastures, fingen an Zeichen des urbanen Verfalls zu zeigen. Spät in diesem Jahrzehnt wurde die Historic Resources Commission gegründet, wies den Pastures Preservation District aus und ließ ihn 1972 in das National Register aufnehmen.
Nachdem die Stadt den historischen Charakter des Gebietes und seine Wichtigkeit erkannte, hatte sie große Pläne. Die demokratische Parteimaschine von Daniel P. O’Connell hat die Zuteilung des größten Teils der Bundesmittel nach Titel I der umfangreichen Stadterneuerungsprogramme dieser Zeit vermieden, weil sie die Kontrolle über ihre Klientel behalten wollte. Mit dem angesammelten Geld wählten sie einen Plan durchsetzen, der, wie sie hoffte, das Stadtviertel „revitalisieren“ und davon erhalten würde, was als besonders beurteilt wurde. Sie sorgte für den Auszug der Bewohner, wie man dachte temporär, um ausgewählte heruntergekommene Gebäude abzureißen und durch neue vom Stil her passende Bauten zu ersetzen.
Während das Stadtviertel so praktisch vakant war, suchte die Stadt einen Bauunternehmer, der sich um das vollständige Sanierungsgebiet kümmern würde. Einzelpersonen, die sich mit individuellen Plänen zum Kauf und der Renovierung von einem oder zwei Häusern, um dort zu wohnen, an die Stadt wendeten, wurden abgewiegelt, während die Gebäude weiter leerstanden und verfielen sowie einzelne durch Brandstiftung vernichtet wurden, unter ihnen auch die Schule.
Um 1980 nahm die Stadtverwaltung ihre Erwartungen jedoch zurück und suchte nur noch nach Baufirmen, die sich für vollständige Straßenblöcke interessierten, nicht mehr für das ganze Viertel. Die Hänkommenschwache Familien einheiten sollte für einkommensschwache Familien zur Vermietung vorbehalten sein. Schließlich wurde The Pastures wiederbelebt, doch für einige Kritiker ist der Schaden sowohl hinsichtlich der verdrängten Bevölkerung als auch für den architektonischen Charakter passiert. Die Raumplanerin Roberta Brandes Gratz stellte ein Vierteljahrhundert später fest, dass „der wirkliche Ort aufhörte zu existieren, als seine letzten Bewohner in ein entferntes Wohnungsbauprojekt verdrängt wurden“. Sie nannte das Pastures-Projekt „ein lebhaftes Beispiel der Unangemessenheit der Denkmalpflege als die [einzige] Antwort“. Einige der Gebäude, stellte Gratz fest, wurden nicht richtig restauriert und „das Gebiet sieht eher aus wie eine keinfreie vorstädtische Enklave als ein städtisches Wohnviertel“.

### 21. Jahrhundert
Zu Beginn der 2000er Jahre war das Stadtviertel vollständig wiederbesiedelt und der Direktor der städtischen Planungskommission stellte fest, es gebe dort „eine Mischung von Einkommen und Berufen, nach der wir sonst streben“. Viele der Wohneinheiten wurden nach Section  8 als erschwingliche Wohnungen reserviert und kleinere Gewerbebetriebe haben sich in dem Gebiet angesiedelt. Das Haus 96 Madison Avenue ist heute ein Bed and Breakfast. Die Bewohner des Stadtviertels mögen die Nähe zur Downtown Albanys in Gehnähe.

## Belege
1. 1 2 3 4  Frances Heins:  The Pastures: Diverse and Historic (Memento des Originals vom 28. April 2007 im Internet Archive) In: Albany Times-Union, Hearst Corporation, 7. November 2004. Abgerufen am 11. Juli 2009 (englisch).
2. 1 2 3 4 5 6 7 8 9 10 11  John Mesick: National Register of Historic Places nomination, Pastures Historic District. New York State Office of Parks, Recreation and Historic Preservation, Juni 1971, abgerufen am 17. September 2010 (englisch).
3. 1 2 3 4  
Roberta Brandes Gratz: The Living City: How America’s Cities Are Being Revitalized by Thinking Small in a Big Way. John Wiley & Sons, Hoboken, NJ 1994, ISBN 978-0-471-14425-0, S. 254–57 (englisch, google.com [abgerufen am 17. September 2010]).
4. ↑  Streets of Early Albany. In: Colonial Albany Social History Project. New York State Museum, 10. Juli 2008, abgerufen am 17. September 2010 (englisch): „Modest homes were laid out along it south to the stockade beginning in the early 1700s. It ran along the foot of Gallows Hill. From the stockade at Hudson Street - south to the Beaverkill, that section of the street first was settled following the death of property owner Hendrick Hallenbeck in 1766. By the end of the War for Independence, it was called Washington Street reputedly because George Washington walked along it to Schuyler Mansion in 1783“
5. 1 2  Jocelyn Gervasio: The Word on the Streets: Albany Neighborhoods. State University of New York at Albany, 9. Dezember 2002, archiviert vom Original am 24. Januar 2003; abgerufen am 17. September 2010 (englisch).

Koordinaten: 42° 38′ 37″ N, 73° 45′ 15″ W